# Aousserd
Aousserd (o Auserd, Ausert o Awsard) è una città saharawi  nella regione del Río de Oro.

## Storia
Il numero delle strutture all'interno del centro abitato è basso, in quanto i residenti della zona seguono la tradizionale vita nomade. La città è solo un punto di riferimento temporaneo per questi abitanti che vivono in tende.

## Società

### Evoluzione demografica
I dati sono presi da fonti ufficiali. Anche qui vi è stata una forte sostituzione fra i residenti precedenti al 1975 con nuovi coloni marocchini.
Tabella abitanti:
| Anno              | Abitanti |
| ----------------- | -------- |
| 1994 (censimento) | 672      |
| 2004 (censimento) | 5.832    |

## Tindouf
Nel territorio autonomo controllato dalla RASD, uno dei campi per rifugiati Saharawi a sud della città una Wilaya porta il nome della città di Tindouf. Le daira in cui è suddiviso il campo sono: Aguenit, Zug, Mijec, Bir Ganduz, Guera e Tichla.

### Gemellaggi
- Provincia di Massa Carrara
- Provincia di Pistoia
- Livorno

### Patti d'amicizia
- Terni
- Empoli